# Передозування
Передозува́ння (англ. drug overdose) — медичний термін, який описує випадок приймання лікарського або наркотичного препарату в дозах, небезпечних для здоров'я та життя, або таких, що перевищують рекомендовані. Передозування (перевищення дози) передбачає істотне перевищення безпечної дози ліків або наркотиків унаслідок помилки, а не як навмисне отруєння.
Передозування ліків або наркотиків (сленг. — «передо́з», «о́вердоз», «овердо́з») може завдати сильною, іноді незворотної шкоди організму і, за відсутності медичної допомоги, найчастіше призводить до важкого отруєння і летального результату.
Найнебезпечніші передозування є наслідками внутрішньовенного приймання наркотиків. Зокрема, передозування опіатів викликає поступову зупинку дихання. Світова статистика свідчить про значне зростання летальних випадків саме після ін'єкцій, особливо серед наркоманів старшого віку (понад 30 років), в яких знижуються можливості  організму в боротьбі з отруєннями. Це виводить передозування, наприклад, у США, на друге місце за кількістю нещасних випадків (після автомобільних катастроф).

## МКХ-10
У МКХ-10 передозування кодуються рубриками T36—T50.
Нерідкі отруєння:
- Т39.0 саліцилатами (наприклад, ацетилсаліциловою кислотою — аспірином);
- Т40.1 героїном;
- Т40.2 іншими опіоїдами (наприклад, кодеїном, морфіном);
- Т40.3 метадоном;
- Т40.5 кокаїном;
- Т40.9 іншими і не уточненими психодислептиками (галюциногенами; наприклад, мескаліном, псилоцином, псилоцибіном);
- Т42.3 барбітуратами;
- Т42.4 бензодіазепінами;
- Т43.6 психостимулюючими засобами, що характеризуються можливістю пристрасті до них (наприклад, амфетаміном, метамфетаміном).

## Антидоти
Для певних передозувань доступні конкретні протиотрути (антидоти). Наприклад, налоксон є антидотом для опіатів, таких як героїн або морфій. Так само, як бензодіазепінове передозування може бути ефективно вирішене флумазенілом.